# Glenn Medeiros
Glenn Allan Medeiros (Lihue, Hawaii, 24 de juny de 1970) és un cantautor nord-americà. És professor de l'Escola de Maryknoll.

## Carrera
Va aconseguir la seva fama internacional amb la balada Nothing's Gonna Change My Love For You, composta per Gerry Goffin i Michael Masser. Aquesta cançó va estar en el segon lloc als Top 100 de Billboard, el 1987. Va treballar en duets amb Ray Parker Jr. i amb Bobby Brown en el senzill núm. 1 "She Ain´t Worth It" de 1990. Després d'aquest hit no va tenir el mateix èxit. El 1989 va participar en la tercera part de Karate Kid, apareixent fins i tot a la pel·lícula i component part dels arranjaments musicals de la pel·lícula al costat d'Elizabeth Wolfgramm.

## Discografia

### Àlbums
- Glenn Medeiros (1987)
- Not Me (1988)
- Nothing's Gonna Change My Love for You (reedició del primer àlbum de 1987) (1989)
- Glenn Medeiros (1990)
- It's Alright To Love (1993)
- The Glenn Medeiros Christmas Album (1993)
- Sweet Island Music (1995)
- Captured (1999)
- Me (2003)
- With Aloha (2005)
- Aloha from Paradise (amb diversos artistes) (2007)